# ブラーマグプタの二平方恒等式
ブラーマグプタの二平方恒等式（ブラーマグプタのにへいほうこうとうしき）とは、二つの平方数の和で表される二つの数の積が、二つの平方数の和で表せることを示す恒等式である。言い換えれば、二つの平方数の和は乗算に関して閉じているということである。この恒等式はラグランジュの恒等式における特別な場合である。
正確には、次のように表される。
{\displaystyle {\begin{aligned}\left(a^{2}+b^{2}\right)\left(c^{2}+d^{2}\right)&{}=\left(ac-bd\right)^{2}+\left(ad+bc\right)^{2}\ \qquad (1)\\&{}=\left(ac+bd\right)^{2}+\left(ad-bc\right)^{2}.\qquad (2)\end{aligned}}}
(1), (2) とも等式の各辺を展開することにより確かめられる。また、(1), (2) は b と −b を（または c と d を）入れ替えることにより得られる。
この恒等式は整数環、有理数環において成り立ち、さらに一般的には任意の可換環において成り立つ。
整数の場合、この恒等式は数論に応用することができる。例えば、フェルマーの二平方和定理と共に使われたとき、平方数と4を法として1に合同な素数の積は平方数の和で表せることを証明できる。

## 歴史
この恒等式はディオファントスによって発見され、インドの数学者・天文学者であるブラーマグプタ（598年 - 668年）によって再発見された。彼の著書『ブラーマ・スプタ・シッダーンタ』はムハンマド・アル・ファザーリによりサンスクリットからアラビア語へと翻訳され、後の1126年にラテン語に翻訳された。この恒等式は後にフィボナッチの Liber Quadratorum (The Book of Squares) に1225年に現れた。

## 関連する定理
同様の恒等式にオイラーの四平方恒等式 (Euler's four-square identity) がある。これは、四つの平方数に関する恒等式であり、四元数との関連がある。さらに、デゲンの八平方恒等式 (Degen's eight-square identity) という恒等式もある。これはボット周期性 (en:Bott periodicity theorem) を持つ八元数から引き出される。

## 複素数との関連性
実数 a,b,c,d があるとき、この恒等式は複素数の絶対値の積の性質に等しい。
すなわち、
|a + bi||c + di| = |(a + bi)(c + di)|,
つまり
|a + bi||c + di| = |(ac − bd) + i(ad + bc)|,
両辺を二乗して
|a + bi|2|c + di|2 = |(ac − bd) + i(ad + bc)|2,
絶対値の定義より
(a2 + b2)(c2 + d2) = (ac − bd)2 + (ad + bc)2.

## ノルムによる解釈
変数 a, b, c, d が有理数である場合、この恒等式は体 Q(i) におけるノルムは乗法的であるという主張から解釈される場合がある。このとき次の式を得る。
a のノルムを N(a) で表すと
N(a + bi) = a2 + b2 かつ N(c + di) = c2+d2,
また、
N((a + bi)(c + di)) = N((ac − bd) + i(ad + bc)) = (ac − bd)2 + (ad + bc)2.
したがって、ブラーマグプタの二平方恒等式から次のことが導かれる。
N((a + bi)(c + di)) = N(a + bi)･N(c + di).